# Along the Rainbow Trail
Along the Rainbow Trail ist ein US-amerikanischer Kurzfilm aus dem Jahr 1945.

## Handlung
Der Film ist ein Reisebericht über den Weg von dem Ort Medicine Hat im südlichen Utah bis zur Rainbow Bridge.

## Auszeichnungen
1946 wurde der Film in der Kategorie Bester Kurzfilm (eine Filmrolle) für den Oscar nominiert.

## Hintergrund
Uraufgeführt wurde die Produktion der MGM am 15. Februar 1946. Sprecher des Films war der Journalist Lowell Thomas.